# Lisne (Crimea)
|  | Per a altres significats, vegeu «Lesnoie». |

Lisne (en (ucraïnès): Лісне, en rus: Лесное, Lesnoie) és un poble de la República Autònoma de Crimea a Ucraïna, que el 2014 tenia 610 habitants. Pertany al districte de Sudak. Fins al 1948 la vila es deia Suük-Su.